# Nikolaï Dmitriev-Orenbourgski
Nikolaï Dmitrievitch Dmitriev-Orenbourgski, né le 1er avril 1837 (13 avril dans le calendrier grégorien) à Nijni Novgorod et mort le 21 avril 1898 (3 mai dans le calendrier grégorien) à Saint-Pétersbourg, est un peintre russe, spécialiste de scènes de genre et de scènes de batailles. Participant de la révolte des Quatorze, il est plus tard professeur à l'académie impériale des beaux-arts de Saint-Pétersbourg. Il passe une partie de sa carrière à Paris.

## Biographie
Dmitriev ajoute Orenbourgski (d'Orenbourg) à son nom de famille pour se différencier d'autres peintres du même nom. Il étudie d'abord à demeure, puis au lycée d'Oufa. Ses parents s'installent ensuite à Saint-Pétersbourg où il se prépare à devenir junker (aspirant); mais finalement s'oriente vers la carrière artistique sur les conseils du peintre Vassili Chebouïev (1777-1855). Il s'inscrit donc à l'école de l'académie impériale des beaux-arts, où il suit notamment la classe de peinture d'histoire du recteur Fiodor Bruni (1799-1875). Il reçoit quatre petites médailles d'argent et une grande médaille d'argent et en 1860 une petite médaille d'or pour son tableau au sujet imposé représentant Les Jeux olympiques. Il présente ensuite les deux années suivantes deux tableaux, intitulés La Princesse Sophie de Lituanie au mariage de Vassili l'Aveugle et La Révolte des streltsy, mais ne reçoit aucune récompense.
En 1863, il se prépare au concours mais fait partie des signataires de la pétition à l'initiative d'Ivan Kramskoï qui aboutit à la révolte des Quatorze le 9 novembre 1863, et en conséquence sont expulsés de l'académie. Il participe ensuite à la fondation de l'artel des artistes qui rencontre un certain succès et dont il demeure l'un des membres, jusqu'en 1871. Son tableau « Un noyé à la campagne », aujourd'hui au Musée Russe, lui vaut en 1868 d'être nommé académicien à l'académie impériale des beaux-arts.

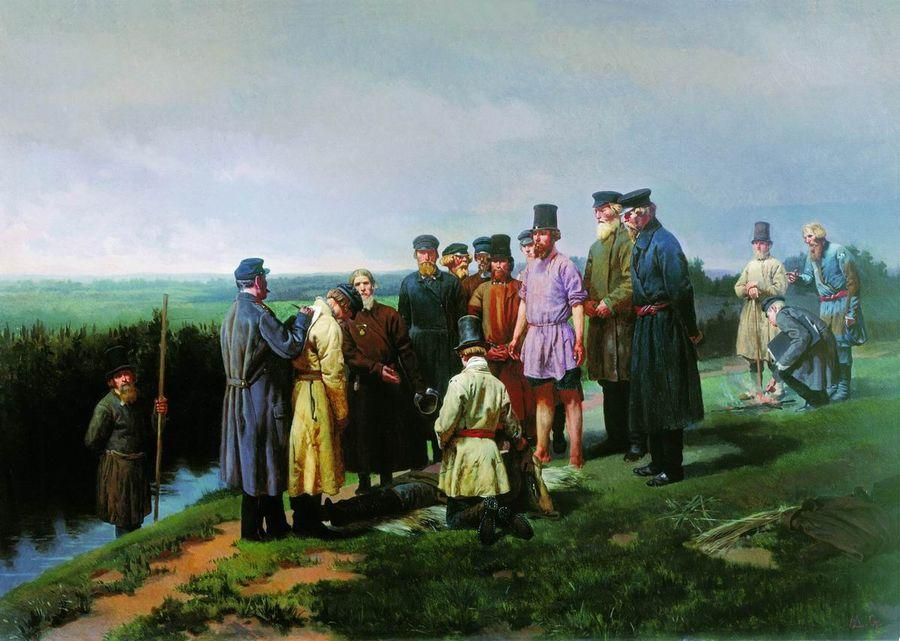
« Un noyé à la campagne » (1868), Musée Russe

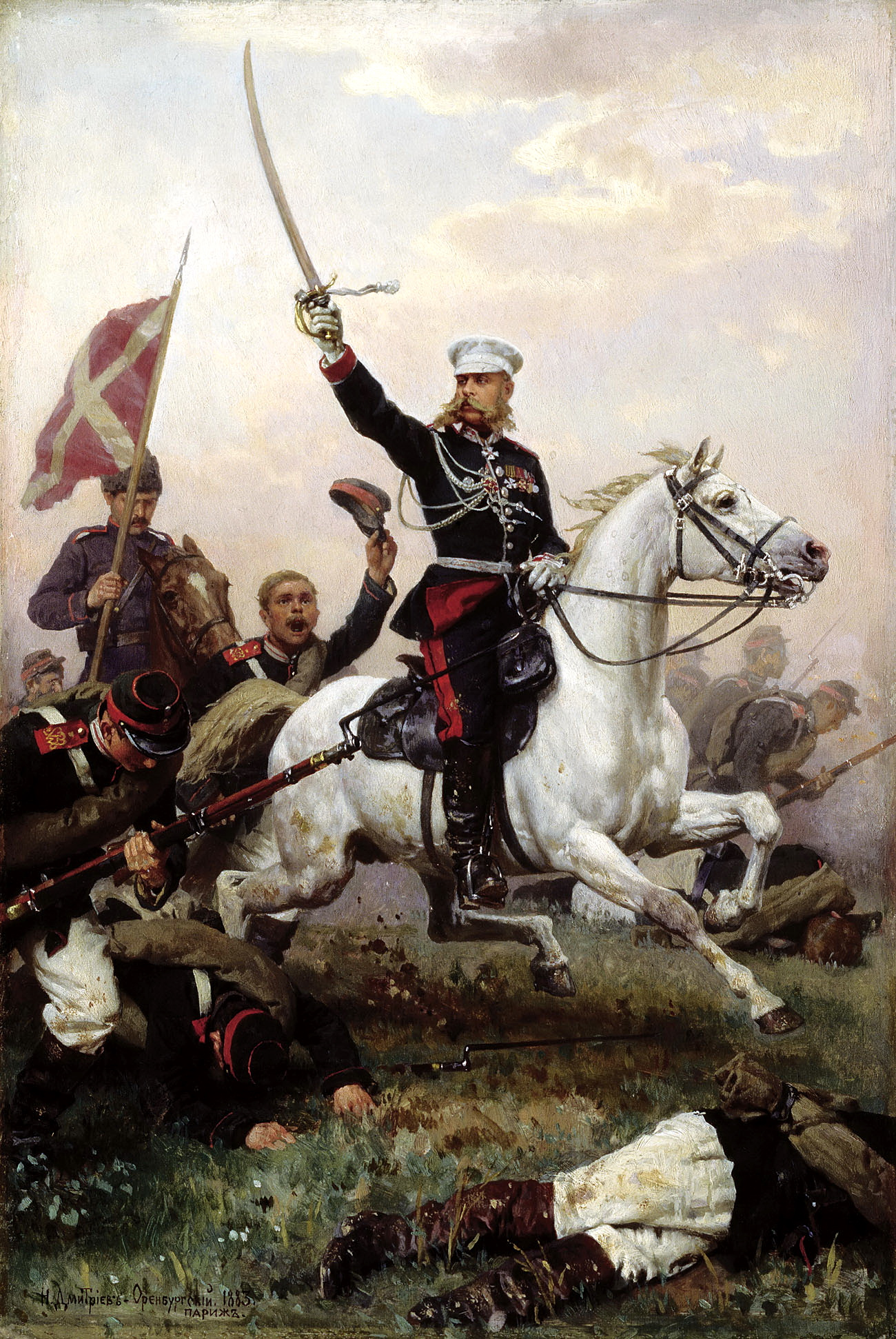
Le Général Skobeleff pendant la guerre de 1877-1878 (1883, musée régional d'art d'Irkoutsk)

Dmitriev-Orenbourgski fait partie de la suite qui accompagne le grand-duc Nicolas dans son voyage au Caucase en 1869, prolongé par la visite des gouvernements de Kharkov et de Voronej. Il en rapporte un album de quarante-deux dessins. Il reçoit une bourse de l'académie en 1871 pour un voyage d'études à l'étranger de trois ans qu'il effectue d'abord à Düsseldorf, où il bénéficie notamment des conseils de Benjamin Vautier (1829-1898) et de Ludwig Knaus (1829-1910), et ensuite à Paris, pendant une grande période qui se prolonge de dix ans. Dmitriev-Orenbourgski est alors l'un des membres principaux de la Société des artistes russes de Paris. Il présente depuis lors ses tableaux aux expositions annuelles du Salon de Paris, les y envoyant même de Saint-Pétersbourg, une fois retourné en Russie. Il envoie également des illustrations pour des maisons d'édition françaises ou russes.
C'est dans la capitale française qu'il passe des scènes de genre aux scènes de bataille après avoir reçu des commandes de la famille impériale de tableaux dépeignant la guerre russo-turque de 1877-1878. L'académie impériale des beaux-arts lui confère le titre de professeur grâce à deux d'entre eux, « La Bataille du convoi de l'empereur Alexandre II dans les hauteurs de Sistov » et « L'Entrée de l'empereur à Ploieşti ». Il retourne vivre à Saint-Pétersbourg en 1885, afin de répondre aux commandes impériales.
De ses tableaux de genre, on peut distinguer « Deux minutes d'arrêt » (1878) et « Incendie au village » (1885, Musée Russe). Ses scènes de bataille de la guerre de 1877-1878 décoraient la grande galerie pompéienne du palais d'Hiver, et se trouvent aujourd'hui principalement au musée d'histoire militaire de Saint-Pétersbourg.
Il meurt en 1898 à Saint-Pétersbourg.

## Illustrations

Peintures d'histoire, scènes de genre et portraits
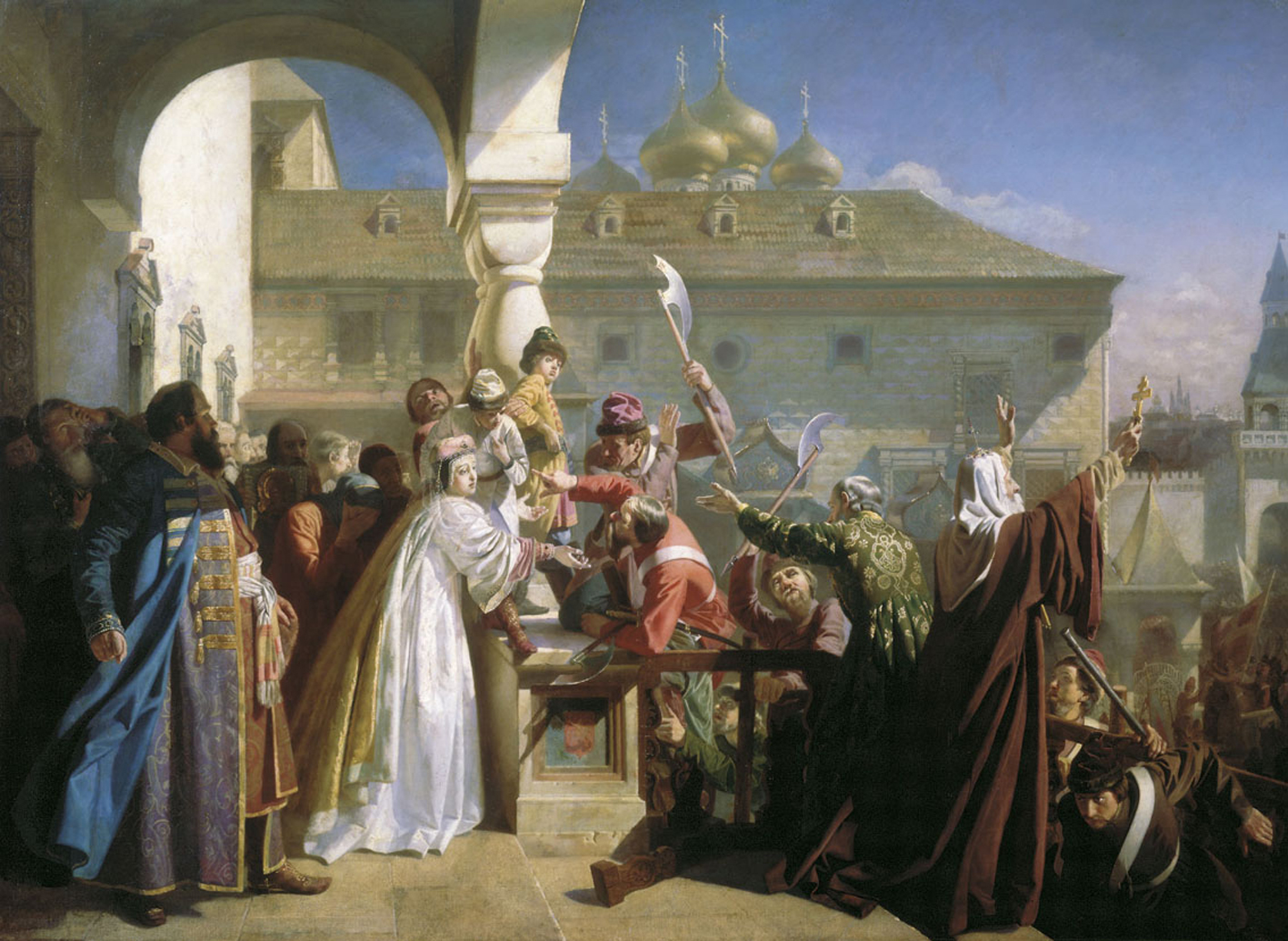
La Révolte des streltsy (1862), musée d'art de Taganrog
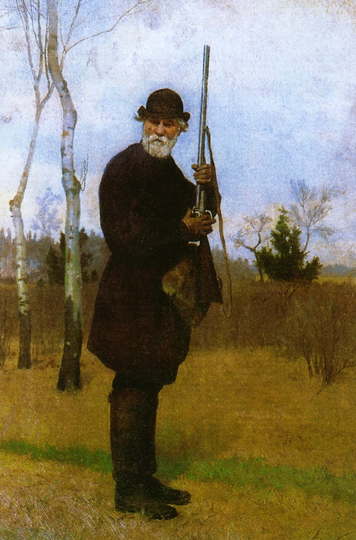
Ivan Tourgueniev à la chasse (1879), collection privée
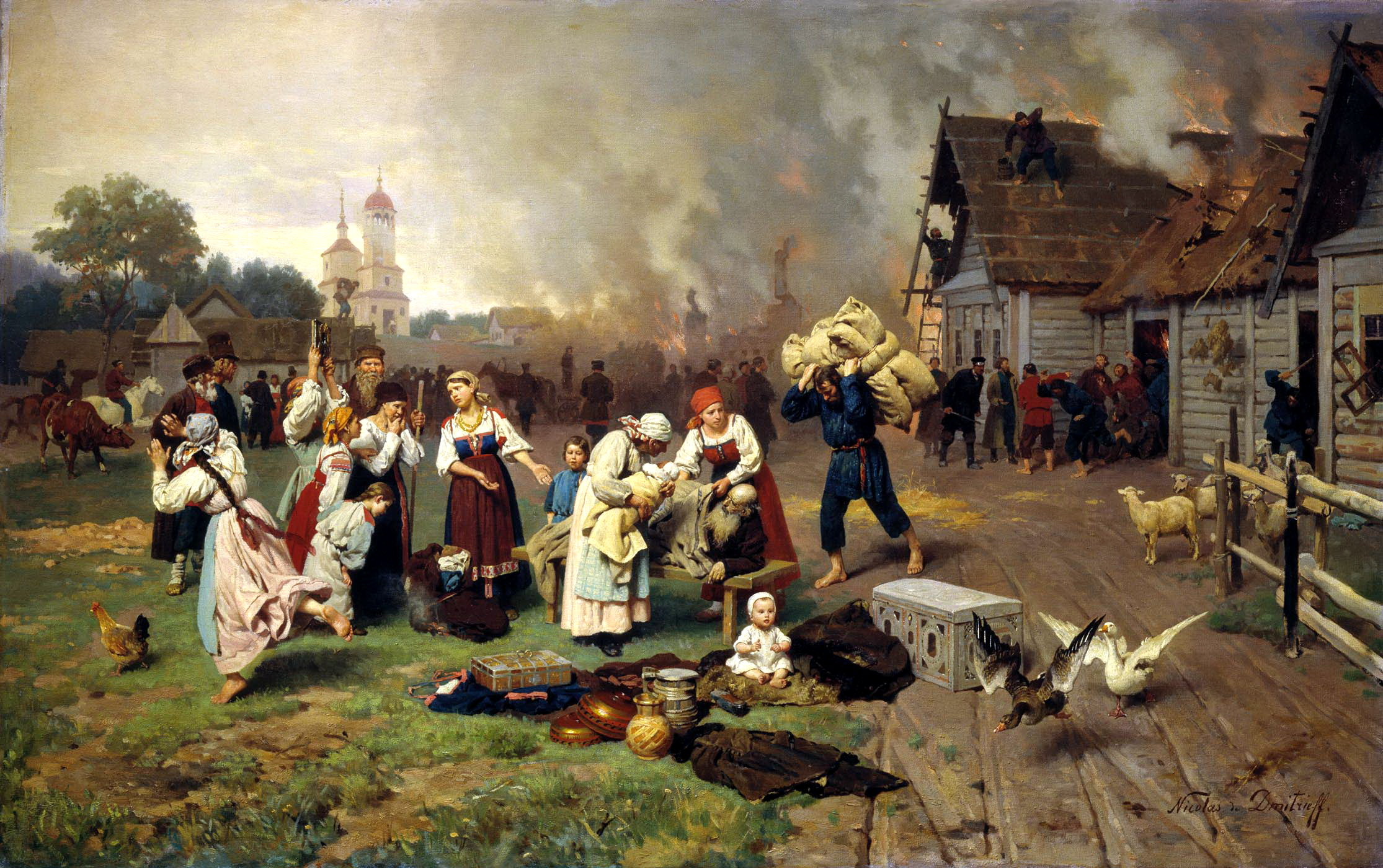
Incendie au village (1885), Musée Russe de Saint-Pétersbourg
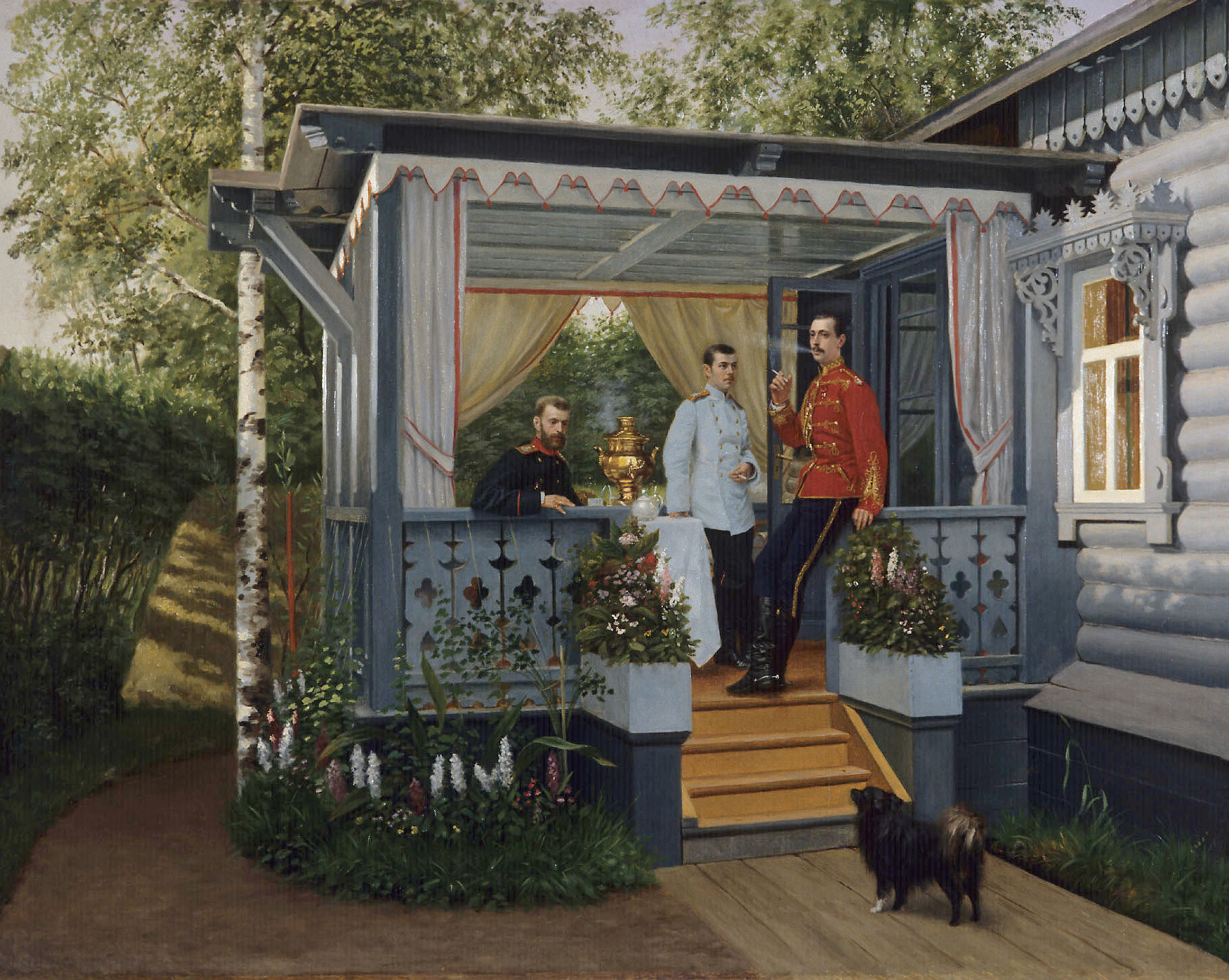
Le grand-duc Serge, le tzarévitch Nicolas et le grand-duc Paul à Tsarskoïe Selo (fin des années 1880), Musée historique d'État de Moscou
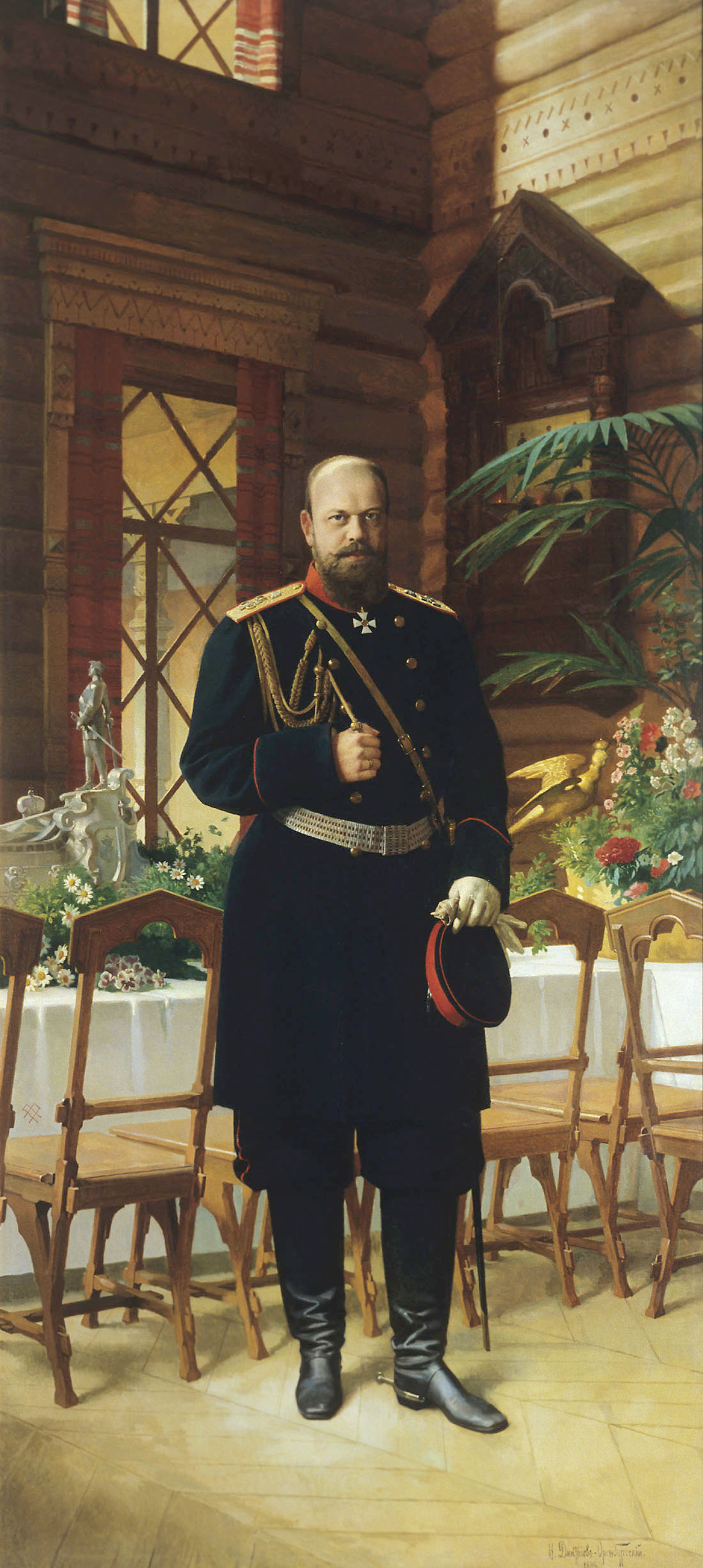
Portrait d'Alexandre III (1896), Musée historique d'État de Moscou

Peintures militaires et cycle de la guerre russo-turque de 1877-1878
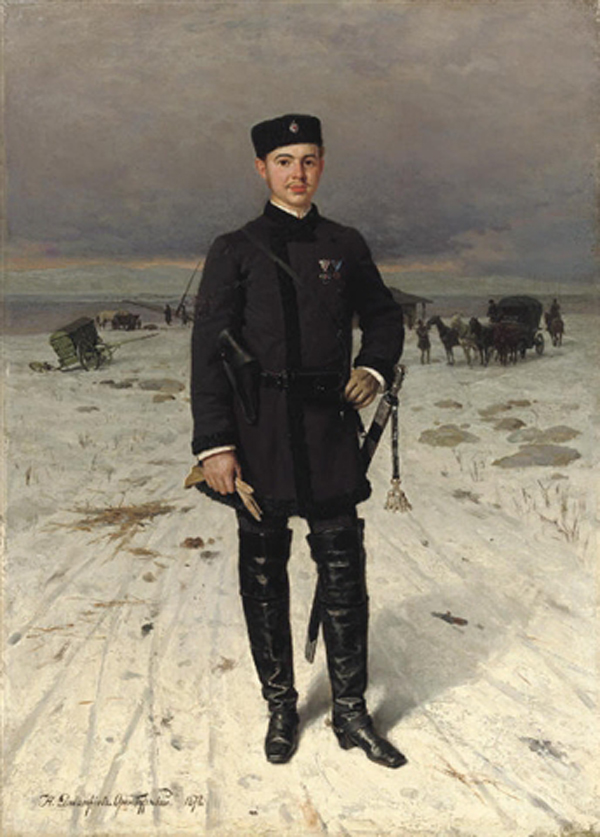
Portrait d'un soldat volontaire (1878), collection privée
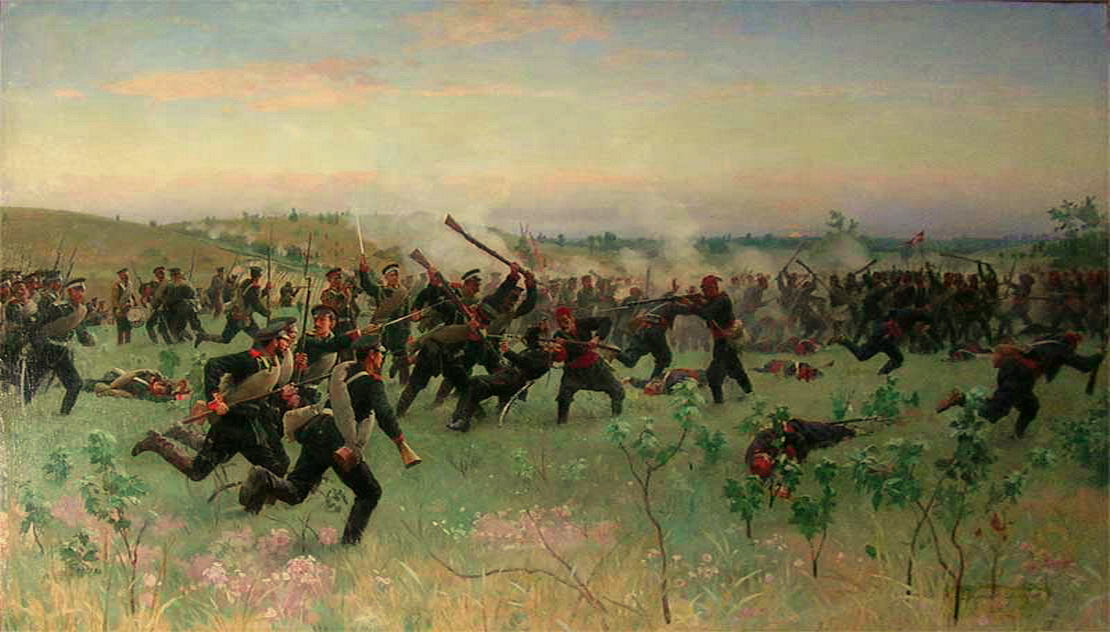
Combat à la baïonnette des régiments russes contre l'infanterie turque dans les hauteurs de Sistov (1881), musée d'histoire militaire de Saint-Pétersbourg
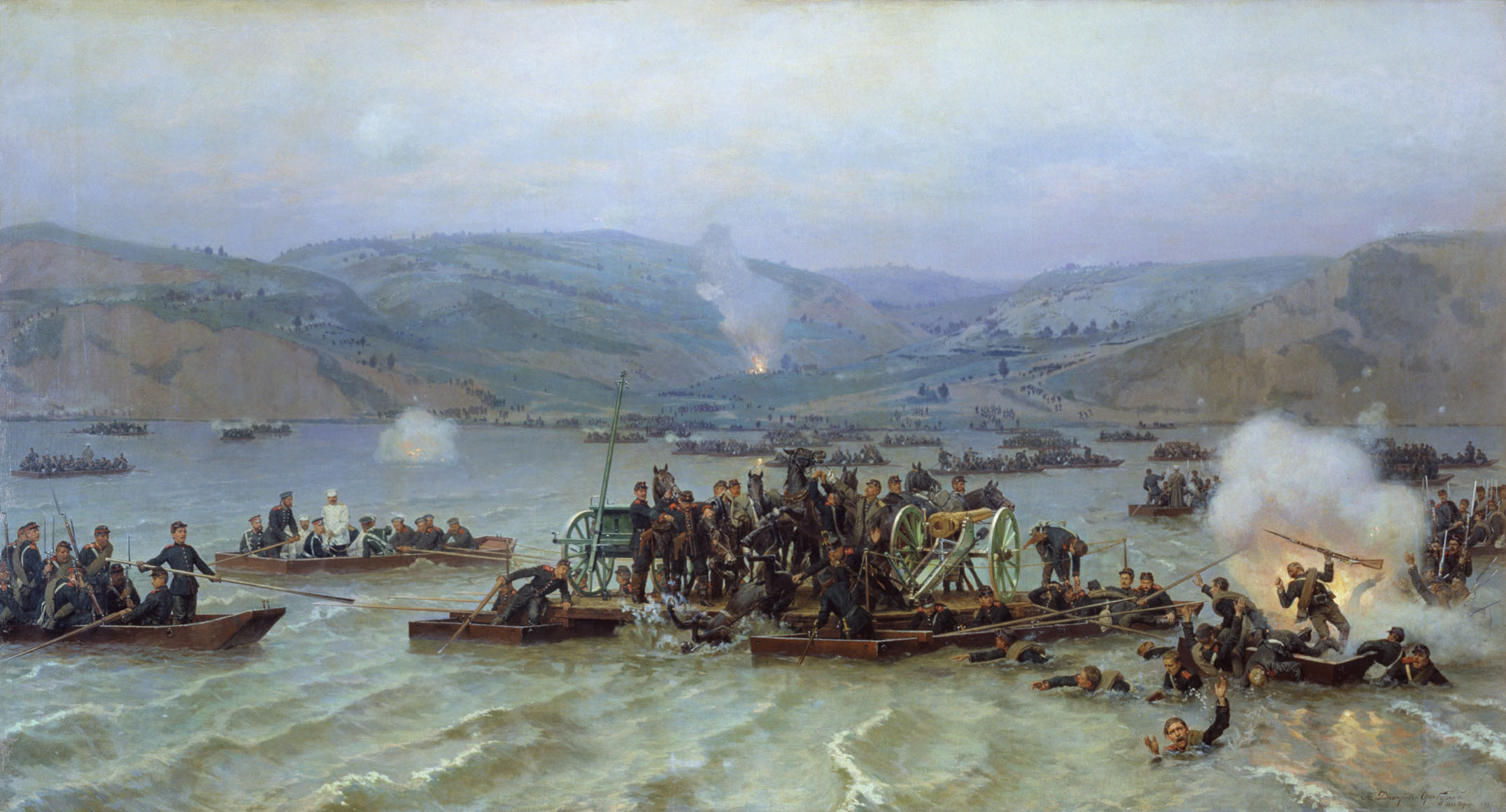
La Traversée du Danube de l'armée russe (1883), Musée d'histoire militaire de Saint-Pétersbourg
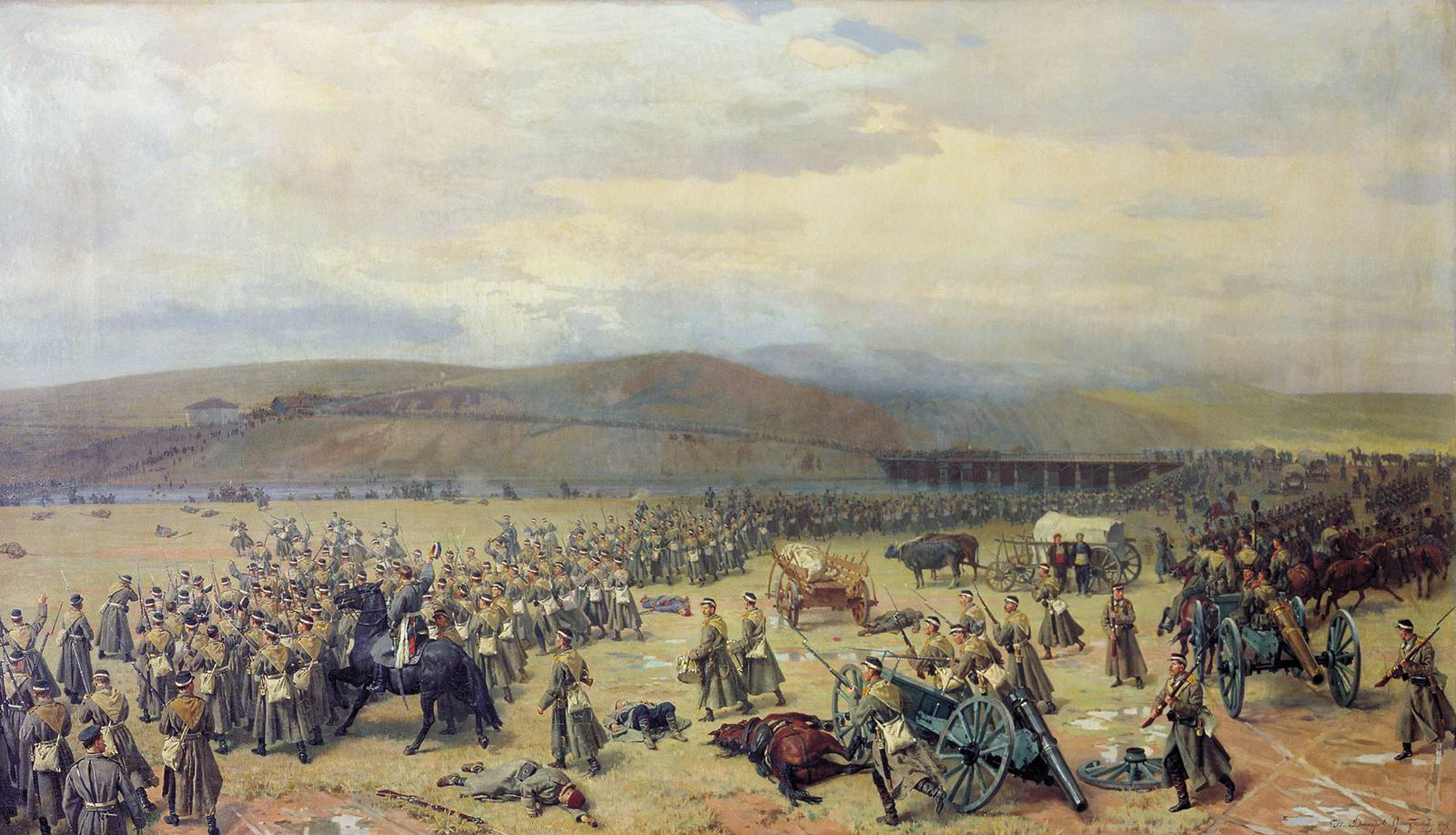
Dernier combat devant Plevna (1889), musée d'histoire militaire de Saint-Pétersbourg
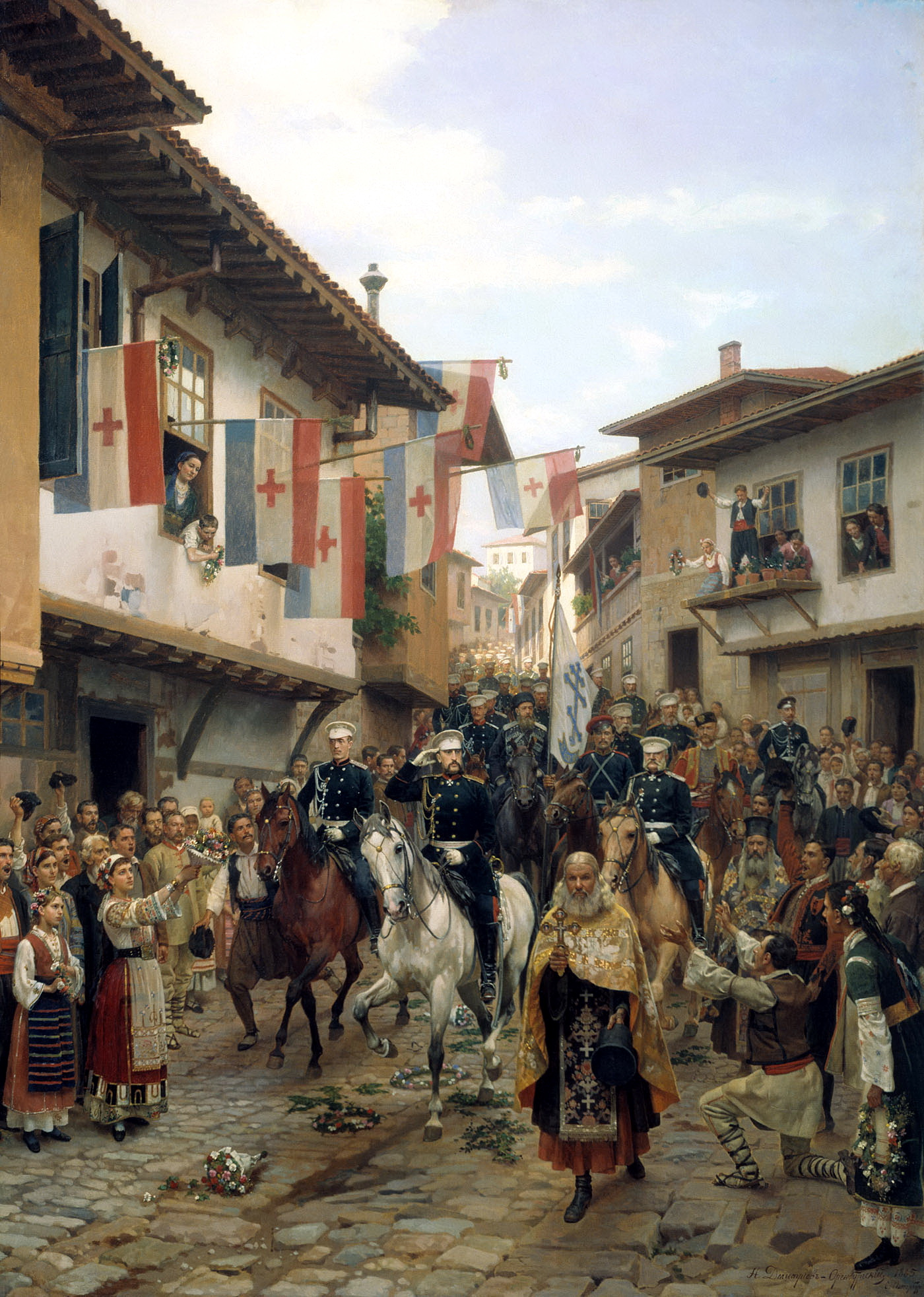
Entrée du grand-duc Nicolas à Tyrnovo, le 30 juin 1877 (1885), Musée Russe de Saint-Pétersbourg